# Hidroclorotiazida
La hidroclorotiazida, a vegades abreujada com HCT, HCTZ, o HZT és un fàrmac diürètic de primera elecció pertanyent al grup de les tiazides. Actua inhibint els co-transportadors de sodi/clor en el túbul contornejat distal del ronyó per retenir aigua, fent que augmenti la quantitat d'orina. Això redueix el volum de la sang, disminuint la seva tornada al cor i d'aquesta manera el cabal cardíac. A més, mitjançant altres mecanismes, es creu que disminueix la resistència vascular perifèrica. La hidroclorotiazida es ven com a medicament genèric i sota diversos noms comercials. La dosi adequada d'hidroclorotiazida pot ser diferent per a cada pacient.

## Usos
- Hipertensió arterial.
- Insuficiència cardíaca congestiva
- Edemes produïts per fallada del cor, ronyó o fetge.
- Diabetis insípida renal.
- Acidosis tubular renal.
- Hipercalciúria idiopàtica.

## Precaucions
La hidroclorotiazida pot augmentar la quantitat d'orina o la freqüència a orinar. Al principi del tractament pot produir també sensació de cansament; per això és bo planificar amb el metge les millors hores per prendre aquest medicament, amb la finalitat que afecti el menys possible l'activitat diària. En casos d'insuficiència renal o hepàtica es redueix la dosi.
No és recomanable una exposició perllongada al sol, ja que la hidroclorotiazida pot augmentar la sensibilitat de la pell enfront del sol, provocant l'aparició de taques vermelles. S'ha de respectar l'horari pautat. Si s'oblida de prendre una dosi prengui-la tan aviat com sigui possible i torni a la pauta habitual. Però si manca poc temps per a la propera dosi, és millor no duplicar-la i continuar prenent el medicament com s'havia indicat.

## Efectes secundaris
- Cefalea
- Fotosensibilitat
- Hipopotassèmia
- Hipomagnesèmia
- Hiperuricèmia i Gota
- Hiperglucèmia
- Hipercalcèmia
- Nàusea/vòmit
- Disfunció erèctil